# J Mac
J Mac (Florida, Estados Unidos, 12 de marzo de 1985) es un actor pornográfico estadounidense.
Comenzó su carrera en la industria pornográfica justo a la edad de 21 años. Ha trabajado con productoras de cine pornográfico como Reality Kings, Brazzers y Bang Bros.